# Mein TV und ich
Mein tv & ich ist eine zweiwöchentlich erscheinende Fernseh- und Frauenzeitschrift, die von der Bauer Media Group herausgegeben wird. Sitz der Redaktion ist Hamburg.

## Konzept & Inhalt
Mein tv & ich verbindet die klassischen Elemente einer Programmzeitschrift und einer Frauenillustrierten. Neben sechs Seiten Fernsehprogramm mit Programmempfehlungen werden auf den 124 Seiten auch die Themen Mode, Beauty, Demo, Schicksale, Ratgeber, Gesundheit, Reise, TV-Stars, Horoskop und Ernährung behandelt. Rezepte, Buch- und DVD-Empfehlungen sowie Rätsel ergänzen den redaktionellen Teil.

## Zielgruppe
76 Prozent der Leser sind Frauen. Der durchschnittliche Leser ist 57 Jahre alt und hat ein Haushaltsnettoeinkommen von 2475 Euro. Der Einzelpreis beträgt 1,49 €.